# Bibliotecarul 3: Dracula și Pocalul blestemat
Bibliotecarul 3: Dracula și Pocalul blestemat (2008) (denumire originală The Librarian: Curse of the Judas Chalice) este un film de televiziune regizat de Jonathan Frakes cu Noah Wyle în rolul principal. Este al treilea film din seria de filme Bibliotecarul.

## Distribuția
- Noah Wyle : Flynn Carson
- Bruce Davison : Profesorul Lazlo / Vlad
- Stana Katic : Simone Renoir
- Bob Newhart : Judson
- Jane Curtin : Charlene
- Dikran Tulaine : Sergei Kubichek
- Jason Douglas : Ivan
- Beth Burvant : Katie
- Joe Knezevich : Mason
- David Born : Cumpărătorul
- Joe Ross : Domnul Percy
- John Curran : Furnizorul
- Conner Hill : Judson tânăr
- Aimee Spring Fortier : Studentul #1
- Todd Voltz : Studentul #2
- Werner Richmond : Andrew
- Armando L. Leduc : George
- Sean Elliot : Membru al unei frății
- Stephen David Calhoun : Nicolai
- John Wilmont : Bărbier
- Brandi Coleman : Chelneriță
- Earl Maddox : Cousin Horace
- Ernie Vincent Williams : Cântăreț de blues
- Ted Alderman : Angajat al muzeului